# Montmoreau
Montmoreau – gmina we Francji, w regionie Nowa Akwitania, w departamencie Charente. W 2013 roku liczba ludności wynosiła 2608 mieszkańców. 
Gmina została utworzona 1 stycznia 2017 roku z połączenia pięciu ówczesnych gmin: Aignes-et-Puypéroux, Montmoreau-Saint-Cybard, Saint-Amant-de-Montmoreau, Saint-Eutrope oraz Saint-Laurent-de-Belzagot. Siedzibą gminy została miejscowość Montmoreau-Saint-Cybard.